# Параћинка
Параћинка А. Д. је фабрика кондиторских производа са седиштем у Параћину у Србији. Позната је по производњи бомбона, ратлука и желеа. У власништву „Параћинке“ је и фабрика чоколадних производа Чоколенд. Власничку структуру „Параћинке“ чине Инвестициони фонд Енглеске — 25% и Република Србија — 31%.

## Историјат
Фабрика је основана 1924. године као радионица за желе, ратлук и бомбоне. Њени производи служени су и дому породице Карађорђевић. Током 60-их година ХХ века прераста у индустријско предузеће са производњом у успону. За време 1980-их „Параћинка“ почиње производњу жвакаћих гума у туби — „жвазбука“, по чему је остала позната и у садашње време.

## Производи
- бомбоне („боке“, „роки“)
- жвакаће гуме („жвазбука“, „балонка“, „нинџа корњача“)
- желе („егзотика“, „фантастика“, „роматика“)
- лилихипи
- ратлук